# 小川台合戦
常陸小川台合戦（ひたちおがわだいかっせん）とは北条氏政と佐竹義重を盟主とした反北条連合の合戦である。

## 経緯

### 北条氏の猛攻
北条氏政は天正2年（1574年）1月以来、下総国関宿城の攻撃を本格化させた。上杉謙信が2月、8月と二度に渡って越山し救援に来たほか、佐竹義重らも北条軍の出鼻を挫こうと努力した。
ところが北条軍の対応を巡り11月下旬に謙信と義重が対立し決裂となる。義重は結城晴朝を通じて武田勝頼の和睦斡旋を受け入れ、謙信自身は下総、上野、北武蔵侵攻に専心することになった。謙信が佐竹氏らと決別した影響は大きく、晴朝は謙信と断交し北条氏と結んだほか義重の斡旋で簗田持助も抵抗を諦め16日には抵抗を諦め、19日には開城し、佐竹義重・宇都宮広綱も北条氏政と和睦し撤退した。
天正3年（1575年）6月北条氏政は下野国奪取を目論み、北条氏照らを下野に侵攻させ榎本城を攻めて落城させた。勢いに乗る北条軍は小山秀綱の本城を攻め、陥落寸前まで追い込んだ。この事態に危機感を覚えた義重は天正2年閏11月に和睦を破棄し、謙信との同盟を復活させた。謙信も小山氏滅亡危機を重視し、義重に小山秀綱支援を要請した。
一方、北条氏は、天正3年（1575年）8月に里見方の上総酒井氏を圧迫し、正木種茂や土岐為頼などの救援を行っている。9月には由良成繁・国繁父子が五覧田城を再興し沼田城の上杉方に備え、しばしばこれと交戦している。10月に謙信は越山し関東に侵攻し由良氏の支配領域を蹂躙し甚大な打撃を与えたが、由良氏本拠の金山城や五覧田城などの攻略には至らなかった。それだけではなく、謙信は下野や武蔵に軍勢を進めることなく小山氏や里見氏を攻める北条軍を牽制することなく越後に軍勢を11月には引き上げてしまった。その結果、12月には小山城が落城し秀綱は佐竹氏のもとに落ち延びることになる。落城後の天正4年（1576年）2月に氏政は氏照に命じて小山城の普請強化を行い5月には完了させた。
謙信は天正4年（1576年）5月に最期の越山を実施し新田・足利・桐生を蹂躙したが、北条氏の勢力を追い落とすことはできなかった。同年冬には、北条氏の攻勢に耐え切れず上総酒井氏が和睦を申請し、房総での北条氏の優位は明らかとなった。
この事態を受けて、正木憲時・里見義弘・梶原政景らが相次いで謙信に越山を要請し救援を請うが、応えなかった。謙信は本願寺・一向一揆との同盟を契機として対織田戦争に心血を注いでいたからである。謙信は能登・越中の計略が一段落すれば越山すると佐竹氏らに返答したがその機会は訪れなかった。

### 結城晴朝の離叛
北条氏の北関東侵攻が順調に進捗していた矢先の天正5年（1577年）6月結城晴朝が小山秀綱の調略に応じ、謙信、義重と結び北条氏と敵対する旗幟を鮮明にした。氏政はただちに氏照、氏邦らを派遣し閏7月に結城城を攻撃した。晴朝はこれに激しく抵抗するが、北条軍の先鋒に城外で打ち破られ、数百人が死傷する被害を出した。北条軍の攻めは8月下旬に至っても続き、その間の8月28日には山川口（結城郡）で両軍の衝突があった。この戦闘も北条氏優位ではあったが、晴朝を下すことはできなかった。
それでも宇都宮広綱が従属を申請する成果を得ることにはなった。一方、晴朝が北条軍に攻撃されることを知った義重は榎本城、小山城を攻撃しようとした。その意図を察知した氏政は結城攻めと並行して榎本城の近藤綱秀のもとへ酒井康治を派遣した。氏政は康治に対して、必ず義重が攻めてくるであろうから備えを堅固にして防備するよう督励している。佐竹軍は9月に下野に侵攻し小山城を攻めて北条軍の注意を下野に向けた。
10月9日から19日にかけて氏照・氏邦は下野国で知行宛行をしているのでこの時までには義重は軍勢を退き、北条は榎本・小山を確保し、佐竹は当初の目的である晴朝の救援は実現した。

### 里見氏と北条の和睦
氏照・北条氏邦らが結城氏や佐竹氏と衝突している同時期、氏政は小田原城を出陣して江戸城に入り、関宿へ向かう途中にあった。氏政の攻撃目標は北関東ではなく里見氏攻略にあった。9月に氏政が東上総から北条氏規が西上総に侵攻すると30日は武田豊信が従属。
10月になって里見義弘は和睦を申し出るようになり、氏政の次女竜寿院が義弘の嫡子里見義頼に嫁ぎ同盟関係を築くことになる（房相一和）。
氏政は小田氏治の要請を受け氏治のかつての本拠で梶原政景が守る小田城の攻略に向かいつつ、結城氏に再び圧力をかけたうえで帰陣した。

### 宇都宮広綱の反北条連合復帰
危機感を感じた晴朝は水谷勝俊を宇都宮広綱のもとに派遣し、朝勝を晴朝の養子に迎え、北条氏と断交し、反北条連合に復帰した。
氏政はこの動きに対抗するために天正6年（1578年）1月25日に氏政は伊達輝宗との交渉を開始し、2月23日には蘆名盛隆と佐竹挟撃を約し起請文を交換した。既に田村清顕とも盟約を成立させており、蘆名氏・田村氏と共闘して佐竹方侵攻を4月下旬を期日とした。
佐竹方も謙信への援軍を要請を続けており、天正6年2月10日付で関東進軍を承諾し、4月に出陣することを伝えてきた。ところが、謙信は3月13日、病没し関東遠征もとり止めとなった。

## 小川台合戦
天正6年（1578年）4月下旬、佐竹義重は結城晴朝・那須資胤とともに北条氏方の壬生義雄を攻撃を開始した。対する氏政はその支援を兼ねて結城領に進軍し、5月15日から結城城・山川城を攻撃した。また、氏政本隊も壬生を救援するために関宿城に入城した。これを知った義重は壬生攻略を中断し、晴朝を支援すべく小山口に転進し、5月21日には宇都宮広綱・芳賀高継・大掾資幹の軍勢も加えて結城城の東方の小河の原、28日には小川台（茨城県筑西市）に布陣した。
氏政も山川陣を引き払って結城城と山川城の間に位置する武井・但馬に陣城を築き、絹川を挟んで佐竹氏と対陣した。
この頃に御館の乱が発生し、この戦で常陸・下野に拘束されている氏政は武田勝頼に上杉景虎への援軍を依頼している。
佐竹方は要害に陣取って堅固な陣配りをし、氏政はすぐに勝敗を決することができず徒に時間だけが過ぎていく立場に置かれた。氏政は由良国繁・成繁父子に一代の無念であるとその心中を述べている。ついに氏政が土塔の原（栃木県小山市）に7日後退し、8日には鳴沢まで撤収した。
氏政の撤退を確認した佐竹義重らも、7月4日に壬生城攻撃のため小川台を引き払い、5日に同城を攻撃し、7月中には撤退した。

## 常陸小川台合戦の意義
この戦で、佐竹義重が動員した勢力は関東での味方勢力すべてであった。それが「一統」して氏政に対抗してきた。謙信の影響力が無くなりつつあったなかで佐竹家らは互いに密接な連携を構築することによって、北条家の対抗勢力と変貌し、氏政の関東全域領国化にあたっての対抗勢力となっていくことになる。
6月中旬に義重・結城晴朝・宇都宮広綱・那須資胤らは起請文を交換し、佐竹氏を盟主とした軍事同盟を成立させた。この同盟は以後、東方之衆と呼ばれることになる。(ただし那須氏はのちに親北条に傾き。佐竹、宇都宮連合軍と衝突を起こした。1585年には宇都宮氏と那須氏の間で薄葉ヶ原の戦いがおこり、敗戦した宇都宮氏は領土を失っている）
また、北条氏政本隊を拘束したことで越後出兵を実施していた武田勝頼と氏政との関係に亀裂を生じさせ、最終的には甲相同盟の決裂に追い込む結果をもたらした。北関東における一局地戦が、結果的に東国戦国史を大きく展開させる事態を生んだのである。